# Pentax K-5
Pentax K-5 je 16,3 megapikselni digitalni SLR fotoaparat. Fotoaparat je predstavljen 20. rujna 2010., a u prodaju je pušten sredinom listopada 2010. 
Vanjski izgled fotoaparata je gotovo nepromijenjen u odnosu na prethodnika Pentax K-7. Glavne promjenu u odnosu na prethodnika čini bolji CMOS senzor (s ISO osjetljivošću u rasponu od 80 do 51200) povećane rezolucije i novi sustav za automatsko fokusiranje, SAFOX IX+.
U rujnu 2012. godine Pentax je predstavio nasljednika, model K5 II.

## Tehničke specifikacije
| Vrsta kamere               | Digitalni SLR |
| Senzor                     | APC-S 23,4x15,6mm CMOS |
| Maksimalna rezolucija      | 16,3 megapiksela (4928x3264px) |
| Video mogućnosti           | 1920x1080 25fps 1280x720 25fps 1280x720 30fps 640x424 25fps 640x424 30 fps                                                                              |
| Brzina rafalnog okidanja   | 7 slika u sekundi |
| Bajonet                    | Pentax KAF2 i KAF3, podržava rad sa starijim objektivima uz neka ograničenja                                                                            |
| Bljeskalica                | Ugrađena sa sinkronizacijom na 1/180 sek. Moguće je koristiti vanjske bljeskalice preko hot-shoe ili PC Sync utičnice                                   |
| Brzina zatvarača           | 30 - 1/8000 s, bulb |
| Svjetlomjer                | TTL 77 segmenata s mogućnošću izbora načina mjerenja svjetla (ukupan prizor, prosjek sredine, točkasto)                                                 |
| Tražilo                    | Pentaprizma koja pokriva gotovo 100% vidnog polja uz povećanje od 0,92x                                                                                 |
| Ekran                      | 3" s 921 000 točaka, pomoćni ekran na gornjoj strani kućišta                                                                                            |
| Mikrofon                   | Ugrađen mono mikrofon s utičnicom za vanjski mikrofon.                                                                                                  |
| Memorija                   | SD, SDHC, SDXC |
| Izlazni format fotografija | PEF, DNG i JPG |
| Baterija                   | Litij-ionska D-LI90 punjive ili 6xAA baterije |
| Ostale karakteristike      | Ugrađena elektronička libela Live-view način rada Ugrađena stabilizacija slike Podesiva razina uklanjanja šuma Zabrtvljen protiv prodora vode i prašine |
| Težina                     | 750 grama s baterijom, 670 grama bez |